# Martialis heureka
Martialis heureka là một loài kiến được phát hiện vào năm 2000 ở rừng Amazon gần Manaus, Brasil. Nó được biết đến là một loài động vật mới và là thành viên duy nhất trong nhóm phân họ (Martialinae). Tên của loài kiến này có nghĩa phổ thông là "từ hành tinh Sao Hỏa". Nó được cái tên đó vì hình dạng và tính ngữ của loài kiến này. Chữ heureka lấy gốc từ chữ "eureka" (là thán từ diễn tả niềm vui sướng khi phát hiện ra điều gì đó).